# آمده توبه
آمده توبه (انگلیسی: Amédée Thubé؛ ۸ دسامبر ۱۸۸۴ – ۲۹ ژانویهٔ ۱۹۴۱) قایقران اهل فرانسه بود.